# Institut d'études supérieures des arts
L’Institut d'études supérieures des arts (IESA) est un établissement d'enseignement supérieur technique privé, fondé en 1985 et reconnu par le ministère de la Culture depuis 1998. Il forme aux métiers du marché de l'art, de la culture et du multimédia.

## Histoire
En 1985, Françoise et Jean-Marie Schmitt fondent l’Institut européen des sciences de l’art (IESA), rue du Faubourg-Saint-Honoré à Paris,. Ils participent ainsi, dans les années qui suivent, à des conférences internationales touchant au marché de l'art et à la protection culturelle. L’IESA devient l’Institut d’études supérieures des arts et voit son diplôme homologué par l’État en 1991,.
En 1993, l’école s’agrandit avec la création du département des métiers de la culture et de l’événement et, un an plus tard, du département et de la galerie multimédia, lieu d’exposition et centre de formation inédit en Europe. En 1995, l’IESA s’agrandit et emménage au 5, avenue de l’Opéra à Paris. L’IESA est aussi à l’initiative de projets divers comme la vente aux enchères d’une œuvre virtuelle de Fred Forest par Maître Jean-Claude Binoche, en 1996, ou encore la galerie virtuelle de l’UNESCO en 1999.
En 1998, l’IESA obtient la reconnaissance du ministère de la Culture et de la Communication, puis en 2003, l’homologation du titre de l’IESA au niveau II et l’année suivante, l’équivalence avec les diplômes nationaux requis en histoire de l’art, archéologie, arts appliqués et arts plastiques pour accéder à la formation permettant de diriger des ventes volontaires aux enchères publiques. L’école est rachetée à ses fondateurs en 2011 par le groupe Studialis, qui la renomme Digital campus. 
En juin 2015, l’IESA Multimédia s’associe avec OpenClassrooms pour proposer le premier titre professionnel de niveau II reconnu par l'État, qui soit entièrement en ligne, avec visioconférence et contrôle continu,. En 2017, l'IESA installe ses locaux au 1 Cité Griset. 
En 2018, l'école acquiert le fonds de commerce et la licence de Drouot Formation, organisme proposant un cursus « Consultant spécialiste du marché de l’art »,,. L'école compte en 2022 700 étudiants sur le campus parisien.

## Enseignement
En 2008, le département multimédia devient l'« IESA multimédia » en regroupant ses activités dans les locaux du 5, rue Saint-Augustin, en étoffant son offre de formation pour les professionnels, et en gardant une dimension culturelle qui est un élément différenciant. 
La conjugaison des trois secteurs de formation (expertise, événements et patrimoine, nouvelles technologies) permet à l’IESA de proposer des synthèses et des approches croisées dans le domaine du marché de l’art, du marché de la culture, et de la communication,. Le Groupe IESA propose des échanges Erasmus.
L'enseignement alterne le temps à l'école, en stage, en contrat de professionnalisation ou contrat d’apprentissage.

### Certifications professionnelles
L'école fait un travail d'homologation de ses diplômes par l’État depuis 1991. 
Au niveau 6 figure les diplômes
- Spécialiste-conseil en biens et services culturels[21], délivré par ECAD consultants - IESA multimédia, qui demande aux étudiants d’avoir acquis des connaissances empiriques et la rigueur scientifique des universitaires et conservateurs. La composition du jury, présidée par un conservateur, représente ces deux types d’approches complémentaires ;
- Chargé de communication[22] délivré par ESGCV-Institut international de la communication de Paris (IICP) ;
- Expert en stratégie digitale[23], officiellement délivré par ECAD consultants - IESA multimédia ;
- Chef(fe) de Projet Multimédia[24], délivré par ECAD consultants - IESA multimédia ;

Au niveau 7 est délivré le diplôme d'Expert en commercialisation et diffusion des œuvres d’art, d'ECAD consultants - IESA multimédia.

### Coût de la formation
En 2022, selon la formation, le coût d'inscription est de 7600 € à 10100 €, qui peuvent être payés jusqu'en 6 fois. Les stages de plus de 3 mois et les contrats de professionnalisation ou contrats d’apprentissage donnent lieu à une rémunération par l'employeur.

## Personnalités liées

### Anciens élèves
- Demotivateur, Michal et Pawel Sikora,
- Alain Le Yaouanc
- Isabelle Gattiker
- Roxane Rodriguez
- Cécile Fakhoury
- Charles Hourès

### Enseignants
- Rosine Buhler
- Alain Cophignon
- Philippe Boucaud
- Robert Capia
- Emmanuel d'André
- Léonor Graser
- Yoyo Maeght
- Pierre-Jean Chalençon

### Intervenants
- Darco
- Eduardo Dhelomme
- Jacques Giès

## À voir aussi